# ترویتسک (باشقیرستان)
ترویتسک (انگلیسی: Troitsk, Republic of Bashkortostan) یک شهرک در شهرستان بلاگووارسکی باشقیرستان کشور روسیه است.